# (384815) Żołnowski
(384815) Żołnowski est un astéroïde de la ceinture principale.

## Description
(384815) Zolnowski est un astéroïde de la ceinture principale. Il fut découvert le 24 novembre 2008 à la station Catalina par le projet CSS. Il présente une orbite caractérisée par un demi-grand axe de 2,65 UA, une excentricité de 0,30 et une inclinaison de 5,5° par rapport à l'écliptique.
Il est nommé d'après Michał Żołnowski.

## Compléments